# Liste der Sozialminister von Niedersachsen
Liste der Sozialminister von Niedersachsen. 

## Sozialminister Niedersachsen (seit 1946)
| Name                                                               | Amtsantritt                                                              | Kabinett                                                        | Partei                                           |
| Minister für Volksgesundheit und Staatswohlfahrt                   | Minister für Volksgesundheit und Staatswohlfahrt                         | Minister für Volksgesundheit und Staatswohlfahrt                | Minister für Volksgesundheit und Staatswohlfahrt |
| ------------------------------------------------------------------ | ------------------------------------------------------------------------ | --------------------------------------------------------------- | ------------------------------------------------ |
| Karl Abel                                                          | 25. November 1946                                                        | Kopf I                                                          | KPD                                              |
| Minister für Arbeit, Aufbau und Gesundheit                         |                                                                          |                                                                 |                                                  |
| Hans-Christoph Seebohm                                             | 11. Juni 1947                                                            | Kopf II                                                         | DP                                               |
| Alfred Kubel                                                       | 9. Juni 1948                                                             | Kopf III                                                        | SPD                                              |
| Minister für Vertriebene, Sozial- und Gesundheitsangelegenheiten   |                                                                          |                                                                 |                                                  |
| Heinrich Albertz                                                   | 18. September 1950                                                       | Kopf III                                                        | SPD                                              |
| Minister für Soziales                                              |                                                                          |                                                                 |                                                  |
| Heinrich Albertz                                                   | 13. Juni 1951                                                            | Kopf IV                                                         | SPD                                              |
| Heinz Rudolph                                                      | 26. Mai 1955                                                             | Hellwege I                                                      | CDU                                              |
| Georg Diederichs                                                   | 19. November 1957 12. Mai 1959                                           | Hellwege II Kopf V                                              | SPD                                              |
| Kurt Partzsch                                                      | 29. Dezember 1961 12. Juni 1963 19. Mai 1965 5. Juli 1967 8. Juli 1970   | Diederichs I Diederichs II Diederichs III Diederichs IV Kubel I | SPD                                              |
| Helmut Greulich                                                    | 10. Juli 1974                                                            | Kubel II                                                        | SPD                                              |
| Hermann Schnipkoweit                                               | 6. Februar 1976 19. Januar 1977 28. Juni 1978 22. Juni 1982 9. Juli 1986 | Albrecht I Albrecht II Albrecht III Albrecht IV Albrecht V      | CDU                                              |
| Walter Hiller                                                      | 21. Juni 1990 23. Juni 1994                                              | Schröder I Schröder II                                          | SPD                                              |
| Wolf Weber                                                         | 15. Oktober 1996                                                         | Schröder II                                                     | SPD                                              |
| Minister für Frauen, Arbeit und Soziales                           |                                                                          |                                                                 |                                                  |
| Heidrun Merk                                                       | 30. März 1998 28. Oktober 1998 15. Dezember 1999                         | Schröder III Glogowski Gabriel                                  | SPD                                              |
| Gitta Trauernicht                                                  | 13. Dezember 2000                                                        | Gabriel                                                         | SPD                                              |
| Minister für Soziales, Frauen, Familie und Gesundheit              |                                                                          |                                                                 |                                                  |
| Ursula von der Leyen                                               | 4. März 2003                                                             | Wulff I                                                         | CDU                                              |
| Mechthild Ross-Luttmann                                            | 7. Dezember 2005 26. Februar 2008                                        | Wulff I Wulff II                                                | CDU                                              |
| Minister für Soziales, Frauen, Familie, Gesundheit und Integration |                                                                          |                                                                 |                                                  |
| Aygül Özkan                                                        | 27. April 2010 1. Juli 2010                                              | Wulff II McAllister                                             | CDU                                              |
| Minister für Soziales, Gesundheit und Gleichstellung               |                                                                          |                                                                 |                                                  |
| Cornelia Rundt                                                     | 19. Februar 2013                                                         | Weil I                                                          | SPD                                              |
| Carola Reimann                                                     | 22. November 2017                                                        | Weil II                                                         | SPD                                              |
| Daniela Behrens                                                    | 5. März 2021                                                             | Weil II                                                         | SPD                                              |
| Minister für Soziales, Arbeit, Gesundheit und Gleichstellung       |                                                                          |                                                                 |                                                  |
| Daniela Behrens                                                    | 8. November 2022                                                         | Weil III                                                        | SPD                                              |
| Andreas Philippi                                                   | 25. Januar 2023 20. Mai 2025                                             | Weil III Lies                                                   | SPD                                              |